# Tamamura
Tamamura (玉村町, Tamamura-machi) est un bourg du district de Sawa, dans la préfecture de Gunma, au Japon.

## Géographie

### Situation
Tamamura est situé dans le sud de la préfecture de Gunma, à l'extrémité nord des plaines du Kantō.

### Municipalités limitrophes
| Maebashi          | Maebashi        | Isesaki |
| Takasaki          | Tamamura        | Isesaki |
| Fujioka, Takasaki | Kamisato, Honjō | Isesaki |

### Démographie
Au 1er février 2014, la population de Tamamura s'élevait à 37 022 habitants répartis sur une superficie de 25,81 km2.  En octobre 2024, la population était de 35 609 habitants.

### Hydrographie
Le bourg est traversé par la fleuve Tone au nord et bordé par la rivière Karasu au sud.

## Histoire
Tamamura s'est développé pendant l'époque d'Edo comme station du Nikkō Reiheishi Kaidō.
Le bourg de Tamamura est créé le 1er avril 1889 avec la mise en place du système de municipalités modernes. Le 10 avril 1955, Tamamura annexe le village voisin de Shibane, suivi de Jōyō le 1er août 1957.

## Éducation
L'université préfectorale pour femmes de Gunma se trouve à Tamamura.